# Chinese dromen
Chinese dromen is een vierdelige documentaireserie voor de Nederlandse televisie over de Volksrepubliek China en Taiwan. De serie werd gepresenteerd door Ruben Terlou en eind 2019 uitgezonden door de VPRO op NPO 2.

## Inhoud
Ruben Terlou – die sinds hij een periode in China woonde vloeiend Mandarijn spreekt – maakte al eerder de reeksen Langs de oevers van de Yangtze (2016) en Door het hart van China (2018). In deze derde reeks gaat hij dieper in op de dromen van de Chinese bevolking.

## Afleveringen
| Afl. | Titel                             | Onderwerp                                                                                            | Uitzenddatum     |
| ---- | --------------------------------- | --- | ---------------- |
| 1    | Een kind voor de toekomst         | Over de eenkindpolitiek en de dromen van kinderen voor de toekomst                                   | 17 november 2019 |
| 2    | Xi en de Yi                       | Over het bergvolk de Yi in het Liangshan-gebergte en de assimilatie van China's etnische minderheden | 24 november 2019 |
| 3    | Liefde in tijden voor vooruitgang | Over de liefde, huwelijken en scheidingen, vanuit Sjanghai en Chongqing                              | 1 december 2019  |
| 4    | Het land aan de overkant          | Over de complexe band tussen de Volksrepubliek en Taiwan                                             | 8 december 2019  |